# アイアンブルー

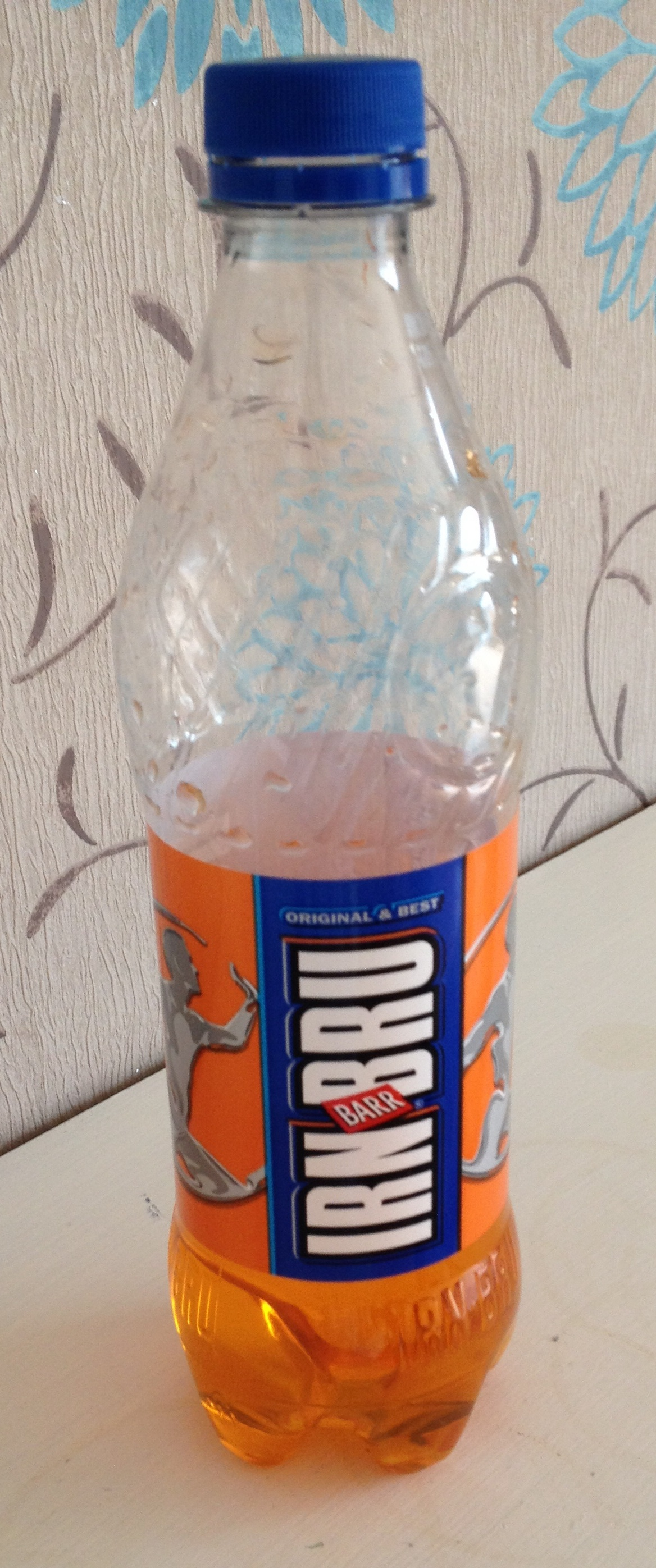
アイアンブルーの500mlペットボトル

アイアンブルー、アイアン・ブルー（英語: Irn-Bru）はスコットランドのソフトドリンク、炭酸飲料であり、スコットランドの清涼飲料大手AGバーが開発し、1901年より販売している。スコットランド人の国民的飲料とも呼ばれている。「もう一つのナショナルドリンク（Scotland's Other National Drink）」とも呼ばれる。
発売当初はIrn Brewという名称だったが、brew（醸造）していないのにbrewと名乗るのは違法だという指摘を受け、1946年に現行のIrn Bruに変更となった。発音は同じである。

## 外観
パッケージは鮮やかな蛍光オレンジ色と青地に白字のロゴ。飲みもの自体の液色は、明るい蛍光オレンジ色。コカ・コーラ社商品のファンタオレンジに似た色だが、アイアンブルーのほうが色味が濃い。

## 味
オレンジとブラックカラントが混ざった味、オレンジ風味のジンジャー味、バブルガム味、クリームソーダ味などに例えられることもあるが、味については表現が一致せず、味を問われた多くの人は考えた末に「実際飲んでみて」と答える。
味は異なるが、インカ・コーラは甘さが似ているとされる。

## 飲み方
ソフトドリンクとして食事の際に飲まれることが多い。ソーセージロール、ハンバーガー、サンドイッチなどパンの食べものとの組み合わせが多いが、中華料理、タイ料理、韓国料理とも合わせることがある。
エナジードリンクとして眠気覚ましに飲まれることもあれば、パブではカクテルの材料としても使用され、スコッチウイスキーの割り材にも用いられる。
AGバーが行ったアンケートによれば、グラスに注いで飲むとの回答が7割強と、缶もしくはボトルから直接飲む回答を大きく上回った。

## 流通状況
スコットランドではコンビニ、スーパーマーケット、カフェ、パブなどあらゆるところで販売されており、中にはソフトドリンクはアイアンブルーのみという売店もある。また、スコットランドではコカ・コーラを抑えてアイアンブルーが1位を獲得しており、1947年以来、スコットランド国内でトップの売り上げとなっている（2020年時点）。
一方、イギリス以外でアイアンブルーの販売が行われている国は少なく、イギリス以外で暮らすスコットランド人の中には、アイアンブルーの販売場所を請う質問も見受けられる。
国際ニュースの中で話題に上がることもあり、たとえば2018年には、アメリカ合衆国大統領ドナルド・トランプ（当時）がスコットランドに所有するゴルフクラブでアイアンブルーをこぼしたカーペットは鮮やかな染みができてしまうという理由で、クラブ内でのアイアンブルー販売を禁止したことに対し、スコットランドの地元メディアは「スコットランドに対する宣戦布告だ」と書き立てた。また、2020年にスコットランドで第26回気候変動枠組条約締約国会議が開催された際にアメリカ国会議員へニコラ・スタージョンスコットランド首相がアイアンブルーの缶を差し入れて地元商品をアピールしたことが話題となった。その翌年の2021年6月には、エリザベス女王とウィリアム王子（当時）がアイアンブルーの生産工場を訪問した。

## 逸話
- 32種類の材料を用いるアイアンブルーのレシピは、AGバー創業者一族の3人しか知らず、リスク回避の為にこの3人は移動の際に必ず別々の飛行機に乗る。ただし、これは都市伝説とされている[3]。
- 2018年4月にイギリス政府が飲料に含まれる過剰な糖分に対する砂糖税を導入すること、および消費者の嗜好の変化を受けてレシピを改定することを発表した[2]。それまでのレシピでは1缶あたり小さじ8.5杯分の砂糖が含まれており140カロリーだったが、新レシピでは小さじ4杯分で約65カロリーとなった[2]。AGバーの広報担当者は新レシピは「従来通りの秘伝の味を維持しつつ、砂糖の量を減らすだけ」と説明しており、「多くの愛飲者に味見をしてもらったが、新旧レシピの違いが分かった人はほとんどいなかった」と主張するが、これを良しとしない消費者によって既存レシピ製品の買い占めが起きたり、エア住人が起こしたレシピ改定中止を求める請願には1万2000人以上が署名をしている[2]。